# さまぁ〜ず三村マサカズと小島瑠璃子の「みむこじラジオ!」
『さまぁ〜ず三村マサカズと小島瑠璃子の「みむこじラジオ!」』（さまぁ〜ずみむらマサカズとこじまるりこのみむこじラジオ!）は、ニッポン放送で2016年4月9日から2022年3月19日（ニッポン放送以外では3月26日まで）まで放送されていたバラエティ番組である。

## 概要
ニッポン放送は2016年上半期の番組改編で『千原ジュニアのRPM GO!GO!』を終了し、同局でレギュラー番組担当は12年ぶりの三村マサカズとラジオ番組初挑戦の小島瑠璃子がパーソナリティを務める番組を編成した。年齢差が親子ほどの2人が、共通の話題を探りながら進行する番組である。
キー局であるニッポン放送では2022年3月19日放送回を以て終了となることを同日の番組冒頭で小島が明らかにした。同年4月2日からは放送枠を130分繰り上げ15:00 - 15:30に移動した上で、本番組をリニューアルさせた新番組『さまぁ〜ずのさまラジ』が開始されることになった。この番組には三村に加えコンビの相方である大竹一樹とアシスタントとして佐藤美希が新たにレギュラー出演し、小島は卒業することになった。

## パーソナリティ
- 三村マサカズ（さまぁ～ず）
- 小島瑠璃子

## ネット局

### 現在
2021年10月時点
| 放送対象地域 | 放送局                       | 放送日時                     | 時差          | 備考                                                 |
| ------------ | ---------------------------- | ---------------------------- | ------------- | ---------------------------------------------------- |
| 関東広域圏   | ニッポン放送 (LF) 【制作局】 | 土曜 17:10 - 17:40           | 制作局        |                                                      |
| 福井県       | 福井放送 (FBC)               | 土曜 21:30 - 22:00           | 4時間20分遅れ | [ 注 2 ]                                             |
| 北海道       | STVラジオ                    | 月曜 3:00 - 3:30（日曜深夜） | 2日遅れ       | 放送設備点検のために地域別で放送を休止する場合がある |
| 岡山県       | RSKラジオ                    | 日曜 12:15 - 12:45           | 1日遅れ       | [ 注 4 ] [ 注 5 ]                                    |
| 山形県       | 山形放送（YBC）              | 日曜 15:30 - 16:00           | 1日遅れ       | [ 注 6 ]                                             |
| 宮城県       | 東北放送（TBC）              | 土曜 16:00 - 16:30           | 7日遅れ       | [ 注 7 ]                                             |

### 過去のネット局
- ラジオ福島 (rfc)
- 山梨放送 (YBS)
- 北陸放送 (MRO)
- 信越放送 (SBC)[注 8]
- 九州朝日放送 (KBC)[注 9]
- 新潟放送 (BSN)[注 10]
- 長崎放送 (NBC) ・NBCラジオ佐賀[注 11]
- 西日本放送 (RNC)[注 12]

## 放送時間の臨時変更
- 2016年6月18日：特番として『ショウアップナイタースペシャル さまぁ〜ず三村マサカズと小島瑠璃子のみむこじラジオ!増刊号だよ!!』 (18:30 - 21:00) を生放送し、通常は録音のレギュラー放送も生放送で編成したが、『ショウアップナイタースペシャル 読売ジャイアンツ×千葉ロッテマリーンズ』実況中継が延長して数分のみ放送した。
- 2017年4月22日：『ニッポン放送ショウアップナイター』中継が延長して休止した。
- 2018年8月4日：『ニッポン放送ショウアップナイター』中継が延長して休止した。
- 2019年10月12日：ニッポン放送は『報道特別番組 台風19号情報』を編成して休止した。
- 2020年4月25日、6月13日：ニッポン放送はレギュラー放送を18:00まで延長した。